# Friedrich Stieve

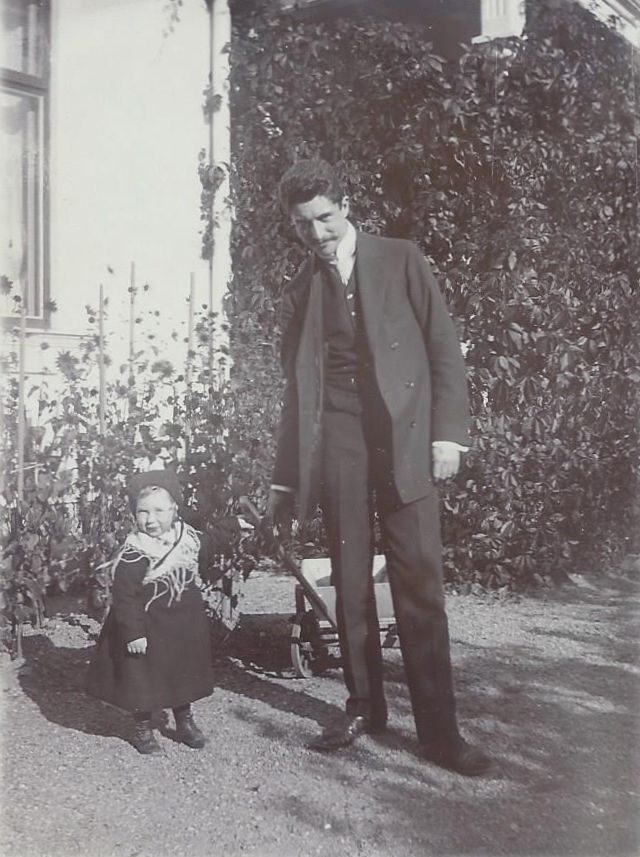
Stieve med Ingrids brorsdotter Verna i Saltsjöbaden 1906.

Friedrich Stieve, född 1884 i München, död 1966, var en tysk författare, historiker och diplomat.

## Biografi
Stieve tog studentexamen 1904 vid Wilhelmsgymnasium i München, och studerade därefter historia i München, Leipzig och Heidelberg. 1908 promoverades han till filosofie doktor och bodde 1909–1915 i München.
Stieve var 1915–1921, pressattaché vid Tyska legationen i Stockholm, och översatte 1915 den så kallade Aktivistboken till tyska. 1921–1928 arbetade Stieve vid det tyska utrikesministeriet i Berlin, och från 1928 till 1932 var han ambassadör vid Tysklands ambassad i Riga. 1932–1939 var han åter vid utrikesministeriet som legationsråd och chef för den kulturpolitiska avdelningen, Han var även ledamot av den Preussiska vetenskapsakademien i Berlin. och under andra världskriget verksam som historiker och författare.

### Familj
Stieve var från 1908 gift med Ingrid Larsson (1884–1941), som var syster till borgarrådet Yngve Larsson och svägerska med Elin Bonnier. Friedrich Stieve var son till historieprofessorn Felix Stieve och bror till professorn i anatomi Hermann Stieve.

### Tyska

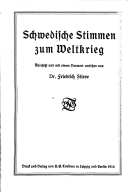
Stieves översättning av Aktivistboken 1915